# پارامدیک اورژانس
پارامدیک یا Paramedic بالاترین رتبه در فوریت‌های پزشکی است . یک پارامدیک مدارک دانشگاهی تا سطح دکترای تخصصی دارد و در موقعیت پیش بیمارستانی شامل صحنه ی حادثه ، بر بالین بیمار یا مصدوم در منزل و داخل آمبولانس خدمات پزشکی را ارائه می‌دهد . مددجو ممکن است آسیب فیزیکی دیده باشد یا در اصطلاح دچار تروما شده باشد و یا ممکن است از شرایط اورژانسی مرتبط با بیماری های داخلی رنج ببرد. در ايران اين افراد كارشناسان خبره فوريت هاى پزشكى يا بيهوشى یا اتاق عمل و یا دارندگان مدارك كارشناسى ارشد و دكتراى تخصصی اورژانس و مراقبت هاى ويژه هستند
پارامديك اورژانس همسطح پزشك عمومى و از لحاظ درجه علمى از آن بالاتر است..

## وظایف پارامدیک اورژانس
پارامدیک ها در قالب یک تیم در مواقع اورژانس های پزشکی به یاری مصدومین یا بیماران می شتابند. 
وظایف پارامدیک اورژانس کاملاً با بقیهٔ سطح‌های فوریت‌های پزشکی متفاوت است
شرح وظایف پارامدیک شامل:
• شرح حال گرفتن و انجام معاینات دقیق پزشکی
• انجام احیای قلبی ریوی پیشرفته
• تجویز دارو
• انجام اقدامات پزشکی تهاجمی و جراحی‌های اورژانسی
• لوله گذاری داخل تراشه (نای)
• پانسمان و کنترل خون ریزی
• مانیتور کردن بیمار و تفسیر نوار قلب
• تهیه گزارش کامل از وضعیت بیمار یا مصدوم
•انجام زایمان
•مدیریت بیماران سکته حاد مغزی و سکته حاد قلبی